# سيباستيان إسرائيل
سيباستيان إسرائيل (بالفرنسية: Sebastian Israël)‏ هو لاعب كرة قدم فرنسي في مركز الوسط، ولد في 21 ديسمبر 1977 في فرنسا. لعب مع Hapoel Rishon LeZion F.C. ‏.